# ハリファックス (バンド)
ハリファックス（Halifax）はアメリカカリフォルニア州出身のロックバンド。所属レコード会社はDrive-Thru records。

## 概要
バンド・ハリファックスは、歌手Mike Hunan とギターのChris Brandt の単なるお遊びによってカリフォルニア州のサウザンド･オークスで結成され、暇つぶしにBrandtの両親の家で曲を書いていた。後にKevin Schmitzをベース、Dan Locascio、Matt Locascio兄弟がそれぞれギター、ドラムスとして加入し、バンドを結成した。彼らはドラマ「トレーラーパークボーイズ」の熱烈なファンだったため、その舞台であり、Locascio兄弟がホッケーの試合をしたこともあるカナダ・ノバスコシア州のハリファックスから名前をつけた。その数か月後の2003年3月、11曲を収録したデビューアルバム「Start Back at Start」を自費制作し、2003年6月にはECA record からリリースされた。
しかし中心メンバーのHunauとBrandtは他のメンバーと上手くやっていけないと思うようになったため、新しいメンバーを期待することにした。そして彼らはギタリストのAdam Charles、ベーシストのKevin DonlonそしてDrive-Thru RecordsのインターンをしていたドラマーのTommy Guindonを加え、Start Back at Startの制作と同様の方法で、セカンドアルバムの制作に資金を費やした。その結果が再びの自主制作で2004年1月にNo Milk RecordsからリリースされたEP A Writer’s Referenceである。
ハリファックスの鮮烈なデビューはTaking Back SundayやThe Starting Lineといったポップ・パンクバンドに大きな影響を与えた。メンバーの一新により彼ら5人は新しいバンドになったのだと感じ、そのためライブでStart Back at Startの演奏を完全に止めるまでに至った。バンドの改名にひどく悩んだが、結局はそのままの名前で続けることとなった。
Drive-Thru Recordsとの早期の繋がりにより、2004年7月にサウザンド･オークスのレコードレーベルとサインする前に、ハリファックスはDrive-Thru Recordsの様々なツアーに出演した。同時にベーシストのDonlonがカリフォルニア大学の学士課程取得のため脱退した。Chlowitzがくるまで、ベースの空白のポジションは臨時メンバーやHunauによって補われた。継続した代役はDoug Peytonが2005年に参加するまで見つからなかった。Drive-ThruはA Writer’s Referenceを再リリースした。これは散発的にレコード会社に販売したもので、2005年1月に新しい作品とボーナストラックを収録して一般販売された。国際ツアーが続き、ヨーロッパと日本でのDrive-Thru Invasion Tour、アメリカでのWarped Tour 、Dead by Dawn Tourに参加した。

## メンバー
- Chris Brandt ボーカル、ギター
- Adam Charles ギター
- Eric Ivener ベース
- Tommy Guindon ドラムス

## 作品

### アルバム
- Start Back at Start (2003)
- The Inevitability of a Strange World (2006)[1]

### EP盤
- A Writer's Reference (2004, 2005年に再リリース)
- 3 song Sampler (2006)
- Align (2010)

### シングル
- Sydney
- Our Revolution
- Nightmare
- Breathe